# 2009年カタール・エクソンモービル・オープン
2009年カタール・エクソンモービル・オープン (2009 Qatar ExxonMobil Open)は、2010年1月5日から1月10日にかけてカタール・ドーハのハリファ国際テニス競技場 にて開催されたATPツアー250シリーズ大会である。

## 優勝

### シングルス
アンディ・マレー def.  アンディ・ロディック, 6-4, 6-2
- 前年度優勝者のマレーが大会史上3人目の連覇。マレーにとってシーズン1度目、ツアー通算9度目のシングルスタイトルを獲得した。

### ダブルス
マルク・ロペス /  ラファエル・ナダル def.  ダニエル・ネスター /  ネナド・ジモンイッチ, 4-6, 6-4, [10-8]